# Jiří Hochmann
Pour les articles homonymes, voir Hochmann.
Jiří Hochmann (né le 10 janvier 1986 à Brno) est un coureur cycliste tchèque. Il a notamment remporté le Championnat d'Europe de course à l'américaine en 2010 et a été médaillé de bronze de cette discipline aux championnats du monde de 2009 avec Martin Bláha.

## Palmarès sur piste

### Championnats du monde
- Pruszkow 2009
  -  Médaillé de bronze de l'américaine (avec Martin Bláha)
- Copenhague 2010
  - 12e de l'américaine (avec Martin Bláha)
- Apeldoorn 2011
  -  Médaillé d'argent de l'américaine (avec Martin Bláha)
- Minsk 2013
  - 6e de l'américaine
- Saint-Quentin-en-Yvelines 2015
  - 14e du scratch
- Hong Kong 2017
  - 12e de l'américaine[1]

### Championnats d'Europe
| Édition / Épreuve              | Vitesse par équipes | Course aux points | Américaine             | Scratch | Course à l'élimination |
| Moscou 2003 (juniors)          | Bronze              | Bronze            |                        |         |                        |
| Pruszkow 2008 (espoirs)        |                     | Bronze            |                        | Bronze  |                        |
| Pruszkow 2010                  |                     |                   | Or (avec Martin Bláha) |         |                        |
| Panevėžys 2012                 |                     |                   | Or (avec Martin Bláha) |         |                        |
| Saint-Quentin-en-Yvelines 2016 |                     |                   |                        |         | Bronze                 |

### Championnats de République tchèque
- 2013
  -  Champion de République tchèque du scratch
- 2017
  -  Champion de République tchèque de l'américaine (avec Jan Kraus)
- 2018
  -  Champion de République tchèque de poursuite par équipes (avec Nicolas Pietrula, Michal Kohout et Jan Kraus)

## Palmarès sur route

### Par années
- 2009
  - Brno-Velká Bíteš-Brno
- 2011
  - 1re étape du Szlakiem Grodów Piastowskich
- 2012
  - Okolo Jižních Čech :
    - Classement général
    - 1re étape
- 2013
  - 1re étape du Tour de Chine I
  - 3e étape du Tour de Fuzhou
  - 3e du Tour de Nankin
- 2014
  - 2e de la Visegrad 4 Bicycle Race - GP Polski Via Odra
- 2015
  - 3e de la Visegrad 4 Bicycle Race - GP Slovakia

### Classements mondiaux
| Année           | 2006  | 2007 | 2008 | 2009 | 2010 | 2011 | 2012 | 2013 | 2014 |
| --------------- | ----- | ---- | ---- | ---- | ---- | ---- | ---- | ---- | ---- |
| UCI Asia Tour   |       |      |      |      |      |      |      | 115e | 62e  |
| UCI Europe Tour | 1332e |      |      |      | 819e | 576e | 229e |      | 416e |